# Рассветовский сельсовет (Красноярский край)
Рассветовский сельсовет — сельское поселение в Бирилюсском районе Красноярского края.
Административный центр — посёлок Рассвет.

## Население
| 2010  | 2011  | 2012  | 2013  | 2014  | 2015  | 2016  |
| ----- | ----- | ----- | ----- | ----- | ----- | ----- |
| 2973  | ↘2960 | ↘2941 | ↘2869 | ↘2799 | ↘2758 | ↘2744 |
| 2017  | 2018  | 2019  | 2020  | 2021  |       |       |
| ↘2735 | ↘2671 | ↘2613 | ↘2585 | ↘2565 |       |       |

## Состав сельского поселения
| № | Населённый пункт | Тип населённого пункта          | Население |
| - | ---------------- | ------------------------------- | --------- |
| 1 | Ганина Гарь      | посёлок                         | ↘9        |
| 2 | Кемчуг           | посёлок                         | 154       |
| 3 | Мендельский      | посёлок                         | 66        |
| 4 | Рассвет          | посёлок, административный центр | ↘2711     |

## Местное самоуправление
Рассветовский поселковый Совет депутатов
Дата избрания: 14.03.2010. Срок полномочий: 5 лет. Количество депутатов: 10
Глава муниципального образования
- Вохмянин Сергей Андреевич. Дата избрания: 14.03.2010. Срок полномочий: 5 лет